# Christopher McDonald
Christopher McDonald (ur. 15 lutego 1955 w Nowym Jorku) – amerykański aktor filmowy, telewizyjny teatralny i głosowy.

## Życiorys
Urodził się na nowojorskim Manhattanie, w rodzinie katolickiej jako jedno z siedmiorga dzieci (pięciu chłopców, dwie dziewczynki). Jego matka, Patricia, była wykładowczynią pielęgniarstwa i agentką nieruchomości, a ojciec, James R. McDonald, pracował jako pedagog i dyrektor szkoły średniej. Jego rodzina była pochodzenia irlandzkiego. Miał brata Daniela (ur. 30 lipca 1960, zm. 15 lutego 2007 w wieku 46 lat na raka mózgu), który także był aktorem. Wychował się w Romulus w stanie Nowy Jork. W 1977 ukończył wydział stomatologii w Hobart And William Smith Colleges w Genevie w północnej części stanu Nowy Jork, gdzie grał w piłkę nożną. Wkrótce odkrył trwałą pasję do teatru, studiując w Royal Academy of Dramatic Art, London Academy of Music and Dramatic Art oraz Stella Adler Acting Conservatory w Nowym Jorku.
Debiutował na małym ekranie jako Usher w telewizyjnej komedii romantycznej CBS Ślub (Getting Married, 1978) z udziałem Katherine Helmond i Marka Harmona. Występował na scenie w Los Angeles w przedstawieniach: Ostatnie szlify (Final Touches, 1981), Skamieniały las (The Petrified Forest, 1985–1986) jako Boze Herzlinger i Dom korekty (The House of Correction, 1987–1988) jako Steve. Grywał też na dużym ekranie w produkcjach takich jak Grease 2 (1982), Thelma i Louise (Thelma & Louise, 1991) i Quiz Show (1994). Wystąpił w roli Tappy’ego Tibbonsa w filmie Requiem dla snu (Requiem for a Dream, 2000). Wziął udział w teledysku do piosenki Petera Gabriela „The Barry Williams Show” (2002). W 2005 na Broadwayu zastąpił Jamesa Naughtona w roli Billy Flynna w musicalu Chicago.

## Życie prywatne
7 listopada 1992 ożenił się z Lupe Gidley i ma czworo dzieci: syna Rileya (ur. 1990) i trzy córki – Hannah (ur. 1993), Rosie (ur. 1996) i Avę (ur. 2001).

## Filmografia
- 1982: Grease 2 jako 'Goose' McKenzie
- 1989: Wszystko jest możliwe (Chances Are) jako Louie Jeffries
- 1991: Thelma i Louise (Thelma & Louise) jako Darryl Dickinson
- 1993: Dwaj zgryźliwi tetrycy (Grumpy Old Men) jako Mike
- 1994: Quiz Show jako Jack Barry
- 1994: Małpi kłopot (Monkey Trouble) jako Tom „Tommy” Gregory
- 1995: Zapomnij o Paryżu (Forget Paris) jako Zeus (głos)
- 1995: Najlepsi z najlepszych III: Bez odwrotu (Best of the Best 3: No Turning Back) jako szeryf Jack Banning
- 1995: Czysta gra (Fair Game) jako porucznik Meyerson, szef Maxa
- 1995: Czarna eskadra (The Tuskegee Airmen) jako major Sherman Joy
- 1996: Farciarz Gilmore (Happy Gilmore) jako Shooter McGavin
- 1998: Oni (The Faculty) jako pan Connor
- 1999: Stalowy gigant (The Iron Giant) jako Kent Mansley (głos)
- 2000: Sekta (The Skulls) jako Martin Lombard
- 2000: Requiem dla snu (Requiem for a Dream) jako 'Tappy' Tibbons
- 2000: Gniew oceanu (The Perfect Storm) jako Todd Gross
- 2001: Człowiek, którego nie było (The Man Who Wasn't There) jako Macadam Salesman
- 2002: Mali agenci 2: Wyspa marzeń (Spy Kids 2: The Island of Lost Dreams) jako prezydent Stanów Zjednoczonych
- 2003: Grind jako pan Rivers
- 2005: Z ust do ust (Rumor Has It...) jako Roger McManus
- 2005: Broken Flowers jako Ron Anderson
- 2006: American Pie: Naga mila (American Pie 5: The Naked Mile) jako Harry Stifler
- 2007: American Pie: Bractwo Beta (American Pie Presents: Beta House) jako Harry Stifler
- 2007: Przebudzenie (Awake) jako dr Larry Lupin
- 2008: Superhero (Superhero Movie) jako Lou Landers / Hourglass
- 2011: Lemoniada Gada (Lemonade Mouth, TV) jako dyrektor Stanley Brenigan
- 2023: Tajna inwazja (Secret Invasion) jako Chris Stearns